# Dosti: Friends Forever
Dosti: Friends Forever (दोस्ती) è un film indiano del 2005 diretto e prodotto da Suneel Dharshan. Protagonisti del film sono Akshay Kumar e Bobby Deol.

## Trama
Karan Thapar (Bobby Deol) vive uno stile di vita ricco ma molto solitario con suo padre imprenditore (Kiran Kumar), sua madre Kiran (Lillete Dubey), e la sorella Nandini, e nessuno ha mai tempo per lui. Un giorno, mentre è alla fattoria di famiglia, inciampa e quasi cade una profonda gola. Viene salvato da Raj Malhotra (Akshay Kumar), che è un orfano, che vive un povero stile di vita con il suo abusivo zio materno. Karan e Raj diventano amici inseparabili, e Raj si trasferisce a vivere con Karan, con grande dispiacere della famiglia Thapar che evitano e non amano Raj.
Anni dopo Raj e Karan sono diventati adulti; Raj è innamorato del suo amore d'infanzia, Anjali (Kareena Kapoor) e vuole sposarla, mentre Karan flirta con Leena Bharucha (Sherlyn Chopra) e la abbandona. Karan incontra successivamente Kajal Sharma (Lara Dutta) ritornata da Londra, la corteggia con successo ed ottiene il suo assenso a sposarlo. I matrimoni di Raj e di Karan sono previsti per lo stesso giorno.
Le cose prendono una brutta piega: Leena e suo padre, che è impiegato da Thapar, raccontano agli amici come flirta. Di conseguenza, il fratello di Anjali annulla il matrimonio e ottiene di sposarsi con qualcun altro. Si scopre poi che Raj soffre di una malattia letale; mentre il suo medico, il dottor Aditi (Juhi Chawla), cerca di salvarlo, con un trattamento sponsorizzato da Karan, Raj muore. Karan alla fine si sposa con Kajal, e danno al loro figlio il nome Raj.